# Miri Ben-Ari
Miri Ben-Ari (Tel-Aviv, 4 de desembre de 1978) és una violinista israeliana amb nacionalitat estatunidenca coneguda per treballar especialment en el món del rap. Va ser descoberta per l'antic membre de The Fugees, Wyclef Jean. Algunes de les seves col·laboracions més famoses són Overnight Celebrity amb Twista o Jesus Walks i The New Workout Pla amb Kanye West. El 20 de setembre de 2005, Miri va publicar el seu primer àlbum, The Hip-Hop Violinist, que el seu primer single va ser Sunshine To The Rain juntament amb Scarface i Anthony Hamilton.

## Discografia

### Àlbums
- 2005: The Hip-Hop Violinist

### Singles
- 2005: "Sunshine To The Rain"
- 2005: "We Gonna Win" (feat. Styles P)

### Col·laboracions
- Twista - Overnight Celebrity (Kamikaze) 2004
- Kanye West - We Don't Care (The College Dropout) 2004
- Kanye West - Graduation Day (The College Dropout) 2004
- Kanye West - Jesus Walks (The College Dropout) 2004
- Kanye West - The New Workout Pla (The College Dropout) 2004
- Kanye West - Breathe In Breathe Out (The College Dropout) 2004
- Kanye West - Two Words (The College Dropout) 2004
- Brandy - Talk About Our Love (Afrodisiac) 2004
- John Legend - Live It Up (Get Lifted) 2004
- Subliminal - Just When You Thought It Was All Over 2006
- Don Omar - (King Of Kings) 2006
- Aventura - (Sold Out At Madison Square Garden) 2008
- Armin van Buuren-Intense,(Intense), 2013